# Torneo de las Cinco Naciones 1923

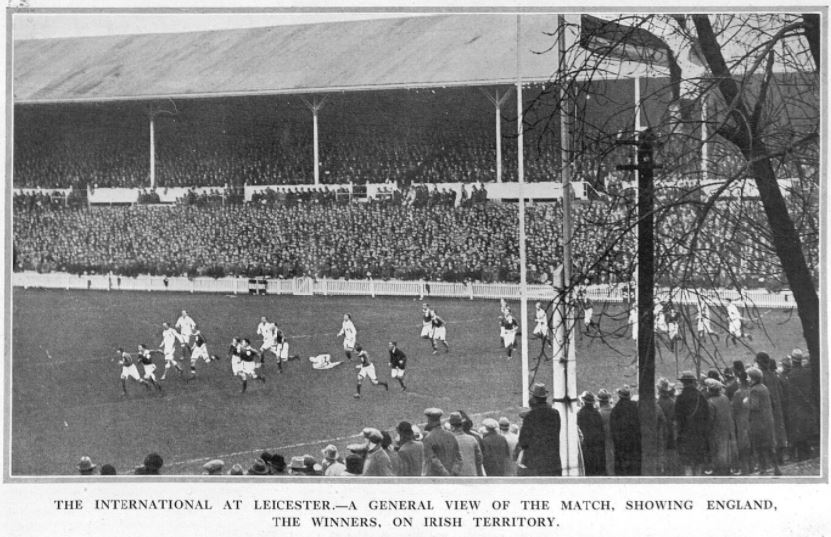
Partido entre Inglaterra e Irlanda en el Crumbie Stand.

El Torneo de las Cinco Naciones de 1923 (Five Nations Championship 1923) fue la 36° edición del principal Torneo de rugby del Hemisferio Norte.
El campeón del torneo fue la selección de Inglaterra.

## Clasificación
| Lugar | Selección  | Partidos | Partidos | Partidos  | Partidos | Puntos  | Puntos    | Puntos | Tabla de puntos |
| Lugar | Selección  | Jugados  | Ganados  | Empatados | Perdidos | A favor | En contra | dif.   | Tabla de puntos |
| ----- | ---------- | -------- | -------- | --------- | -------- | ------- | --------- | ------ | --------------- |
| 1     | Inglaterra | 4        | 4        | 0         | 0        | 50      | 17        | +33    | 8               |
| 2     | Escocia    | 4        | 3        | 0         | 1        | 46      | 22        | +24    | 6               |
| 3     | Gales      | 4        | 1        | 0         | 3        | 31      | 31        | 0      | 2               |
| 4     | Francia    | 4        | 1        | 0         | 3        | 28      | 52        | -24    | 2               |
| 5     | Irlanda    | 4        | 1        | 0         | 3        | 21      | 54        | -33    | 2               |

## Resultados
| 20 de enero | Escocia | 16 - 3 | Francia | Edimburgo, |  |

| 20 de enero | Inglaterra | 7 - 3 | Gales | Londres, |  |

| 3 de febrero | Gales | 3 - 11 | Escocia | Cardiff, |  |

| 10 de febrero | Inglaterra | 23 - 5 | Irlanda | Leicester, |  |

| 24 de febrero | Gales | 16 - 8 | Francia | Swansea, |  |

| 24 de febrero | Irlanda | 3 - 13 | Escocia | Dublín, |  |

| 10 de marzo | Irlanda | 5 - 4 | Gales | Dublín, |  |

| 17 de marzo | Escocia | 6 - 8 | Inglaterra | Edimburgo, |  |

| 2 de abril | Francia | 3 - 12 | Inglaterra | París, |  |

| 14 de abril | Francia | 14 - 8 | Irlanda | París, |  |

## Premios especiales
- Grand Slam:  Inglaterra
- Triple Corona:  Inglaterra
- Copa Calcuta:  Inglaterra